# John Beech
John Beech (Winchester, 1964) è un pittore e scultore britannico, vive e lavora a Brooklyn, New York.

## Biografia
Si trasferì con la sua famiglia negli Stati Uniti e studiò alla University of California di Berkeley, dove ottenne una laurea in discipline umanistiche nel 1986.
Le opere di Beech sono caratterizzate dall'uso di oggetti e materiali semplici che vengono riorganizzati in assemblaggi pitturati e colorati, con texture che fanno cadere l'attenzione su forma, grandezza e consistenza. Beech si concentra sul "aspetto qualitativo degli oggetti", sul lasciare che la forma e il materiale stesso dimostrino quello che sono. Un elemento importante nelle opere di Beech é, inoltre, la scelta dei materiali "mi interessa fondere il vocabolario visivo con l'utilità e l'arte astratta", dice. Oggetti di tutti i giorni come container della spazzatura e piattaforme della metropolitana attirano l'attenzione dell'artista e gettano la base per la creazione di una nuova opera d'arte.
Altra parte importante delle opere di Beech è la grande collezione di Found-Photo Drawings (più di seicento), composte da fotografie su cui l'artista disegna e pittura. Col passare degli anni infatti Beech ha collezionato foto scartate e le ha riorganizzate con la pittura. L'artista sceglie le sue foto i base alla texture e secondo le imperfezioni che hanno e tramite il processo di disegno e pittura crea un'opera con un'estesa e articolata relazione tra i materiali, definita da parametri decisi. Beech considera un'opera conclusa quando la fotografia e il materiale applicato sopra di essa si fondono per diventare una nuova entità, separata dal momento storico.
Le opere di Beech sono state esposte soprattutto negli Stati Uniti e in Europa e sono incluse nelle collezioni di numerosi musei, tra cui: il San Francisco Museum of Modern Art, la Albright-Knox Art Gallery di Buffalo, il Kunstmuseum di Basel in Svizzera e il Frac Bretagne a Rennes in Francia.
"Beech vuole liberarci dall'abitudine percettiva. Il suo idioma è una poetica di normale usura." -Kenneth Baker, San Francisco Chronicle.

## Alcune mostre
- 2005: "New Sculpture made on Site and Drawings", Galerie M+R Fricke, Berlino, Germania
- 2005: "Recent Sculpture and Large Scale Drawings", Peter Blum, New York, New York[3][4]
- 2006: "John Beech New Work", Gallery Paule Anglim, San Francisco, California
- 2006: "John Beech New Work: Sculpture and Drawings", Howard Yezerski Gallery, Boston, Massachusetts
- 2006: "John Beech: Project Space", G Fine Art, Washington D.C.
- 2007: "That and This: New Work", Peter Blum Chelsea, New York, New York Galerie Gisèle Linder, Basel, Svizzera
- 2008: "Nohow", CCNOA, Brussels, Belgium
- 2008: "Obscure / Reveal", John Beech & Edward Albee, Peter Blum Soho, New York
- 2009: "Incidents: Drawings and Sculpture", Galeria La Caja Negra, Madrid, Spagna
- 2009: John Beech & John Zurier, Gallery Paule Anglim, San Francisco, California
- 2010: "John Beech: Works for a Wall", Galerie Gisèle Linder, Basel, Svizzera
- 2011: "Door to the Window", Haus Der Kunst, Solothurn, Svizzera
- 2011: "The State of Things", Peter Blum Chelsea, New York, USA[5]
- 2011: 85-87 FBG. St. Martin (with Galerie Les Filles Du Calvaire), Parigi, Francia
- 2011: John Beech, "A Selection of Recent Work", Elizabeth Leach Gallery, Portland, Oregon
- 2011: John Beech, Portland Art Museum, (Curator: Bruce Guenther) Portland, Oregon
- 2012: "Likelihood / Unlikelihood", Galerie Les Filles Du Calvaire, Parigi, Francia
- 2012: "The Space Surrounding", Peter Blum Soho, New York, USA
- 2012: "Time Expanded", Charlotte Jackson Fine Art, Santa Fe, New Mexico
- 2014: "John Beech: Small Wall Objects", Concept Space, Shibukawa, Gunma, Giappone
- 2014: "viewpoint", Haus Der Kunst St.Josef, Solothurn, Svizzera
- 2014: Galerie M&R Fricke, Berlino, Germania
- 2015: Frieze New York, Peter Blum, New York
- 2016: "John Beech: New Work", Galerie Gisèle Linder, Basel, Svizzera
- 2016: "Object in Place", Galerie Les Filles Du Calvaire, Parigi, Francia
- 2017: "Silent Articles", Daniel Marzona, Berlino, Germania
- 2018: "John Beech: Outside the Drift", Charlotte Jackson Fine Art, Santa Fe, New Mexico, USA
- 2018: "Under Way", Anglim Gilbert Gallery, San Francisco, USA
- 2019: John Beech, Haus der Kunst St. Josef, Solothurn, Svizzera
- 2020: Ever, Galerie Gisele Lindner, Basel, Svizzera

## Alcune mostre di gruppo
- 2012: "Art on Paper 2012", (Curator: Xandra Eden), Weatherspoon Art Museum
- 2012: "Brasserie", Haus der Kunst St. Josef, Solothurn, Svizzera
- 2012: "CCNOA 30/30 Image Archive Project: A Collective Collection", 71BD Richard Lenoir, Parigi
- 2012: "Hibernation", Oliver Sears Gallery, Dublino, Irlanda
- 2013: "Brasserie", Haus der Kunst St. Josef, Solothurn, Svizzera
- 2013: "Histoires et Géographies: Acquisitions récentes du Frac Bretagne", Frac Bretagne, Rennes, France Coluna 2, Vienne, Francia
- 2013: "Six Memos for the Next…", Magazin 4 Bregenzer Kunstverein, Bregenz, Austria
- 2013: "Unruly", Berkeley Art Museum, Berkeley, California
- 2014: "30 Jahre", Galerie Gisèle Linder, Basel, Svizzera
- 2014: "Brasserie", Haus der Kunst St. Josef, Solothurn, Svizzera
- 2014: "CCNOA 30/30 Image Archive Project: A Collective Collection", A/B/Contemporary, Zürich, Svizzera
- 2014: "Ellipse", (Curator: Erin Lawlor), A3 Municipal Gallery, Moscow, Russia
- 2014: "Gauguin to Warhol: 20th Century Icons from the Albright-Knox Art Gallery", San Diego Museum of Art, San Diego, California
- 2014: "Hunting + Gathering: New Additions to the Museum Collection", New Mexico Museum of Art, Santa Fe, New Mexico
- 2014: "Regular John", (Curator: Jim Lee) Junior Projects, New York, New York
- 2014: "Traces", Peter Blum, New York, New York
- 2015:  "Retrospective Paule Anglim 1923- 2015", Gallery Paule Anglim, San Francisco, California
- 2015: "Concrete Post 2", (Curator: David Thomas), PSSR Gallery, RMIT University, Melbourne, Victoria, Australia
- 2015: "Concrete Post 3", raum2810, Bonn, Germania
- 2015: "Kabinettstücke / Sammlung Gabriele Kuebler", Stiftung für Konkrete Kunst, Reutlingen, Germania
- 2015: "Peter Blum Edition: Books and Prints", Peter Blum, New York, New York
- 2015: "Quand fondra la niege, où ira le blanc", (Curator: Bernard Marcelis), Galerie Les Filles du Calvaire, Parigi, Francia
- 2016: "Brasserie", Haus der Kunst St. Josef, Solothurn, Svizzera
- 2016: "Dumbball: David Ireland and his Circle", Anglim Gilbert Gallery, San Francisco, California
- 2016: "Radical: Monochrome Paintings from the Goodman Duffy Collection", George Lawson Gallery, San Francisco, California
- 2017: "Unique and Multiple: Selections from Smith Andersen Editions, the Legacy of Paula Z. Kirkeby" (Curator: Robert Conway) de Saisset Museum, Santa Clara University, Santa Clara, California
- 2018: "Backstage", curated by Burkhard Brunn at Thomas Rehbein Galerie, Colonia, Germania
- 2018: "Subvert City", Minus Space, Brooklyn, NY ‚Artissima 2018’, Dialogue section, Artissima 2018, Torino, Italia
- 2019: Memento Mori, Daniel Marzona, Berlino
- 2020: A Space full of Drawings and a Drawing in Space, Galerie Daniel Marzona, Berlino, Germania

## Premi e riconoscimenti
- 1985: Maybelle M. Toombs Award for practice of art, University of California, Berkeley
- 1992: SECA Art Award, San Francisco Museum of Modern Art
- 1998: Chinati Foundation, residency, Marfa, Texas
- 1999: premio Pollock-Krasner Foundation